# Crash (альбом Dave Matthews Band)
Crash — второй студийный альбом американской рок-группы Dave Matthews Band, выпущенный 30 апреля 1996.

## Описание
Запись альбома проходила с октября 1995 года по январь 1996 года. Было записано 16 песен, из которых 12 вошли в альбом.
С альбома было выпущено пять синглов: «Too Much» (апрель 1996), «So Much to Say» (август 1996), «Crash into Me» (3 декабря 1996), «Two Step» (январь 1997), «Tripping Billies» (март 1997).
16 марта 2000 года, когда было продано семь миллионов копий «Crash», альбом получил сертификат RIAA 7*платинового альбома.

## Список композиций
Слова и музыка всех песен — Дэйв Мэттьюс, если не указано иное.
| №                   | Название                                                               | Длительность |
| ------------------- | ---------------------------------------------------------------------- | ------------ |
| 1.                  | «So Much To Say» (Мэтьюс, Питер Гризар, Бойд Тинсли)                   | 4:06         |
| 2.                  | «Two Step»                                                             | 6:27         |
| 3.                  | «Crash Into Me»                                                        | 5:16         |
| 4.                  | «Too Much» (Мэтьюс, Тинсли, Стефан Лессард, Лерой Мур, Картер Бьюфорд) | 4:22         |
| 5.                  | «#41» (Мэтьюс, Тинсли, Лессард, Мур, Бьюфорд)                          | 6:39         |
| 6.                  | «Say Goodbye»                                                          | 6:12         |
| 7.                  | «Drive In, Drive Out»                                                  | 5:55         |
| 8.                  | «Let You Down» (Мэтьюс, Лессард)                                       | 4:07         |
| 9.                  | «Lie In Our Graves»                                                    | 5:42         |
| 10.                 | «Cry Freedom»                                                          | 5:54         |
| 11.                 | «Tripping Billies»                                                     | 5:00         |
| 12.                 | «Proudest Monkey» (Мэтьюс, Тинсли, Лессард, Мур, Бьюфорд)              | 9:11         |
| Общая длительность: | Общая длительность:                                                    | 68:51        |

## Участники записи
Dave Matthews Band
- Картер Бьюфорд — ударные, перкуссия
- Стефан Лессард — бас-гитара
- Дэйв Мэттьюс — вокал, акустическая гитара
- Лерой Мур — саксофоны, флейта, валторна
- Бойд Тинсли — скрипка

Дополнительные музыканты
- Тим Рейнольдс — электрогитара